# Солер, Микель
Микель Солер Сарасольс (исп. Miquel Soler Sarasols; род. 16 марта 1965, Els Hostalets d'en Bas, Ла-Валь-д’эн-Бас) — испанский футболист, игравший на позиции левого защитника. Единственный футболист, который представлял основные команды Барселоны и Мадрида.

## Клубная карьера
Солер был выпускником академии «Эспаньола», дебютировав за основную команду в Ла Лиге в сезоне 1983/84. Сезон 1985/86 провёл в аренде в клубе «Оспиталет». После чего закрепился в основном составе «попугаев» и помог клубу в четвёртый год пребывания занять третье место. В финале Кубка УЕФА 1988 года против леверкузенского «Байера» забил гол в первом матче, но по сумме двух матчей и серии пенальти выиграл немецкий клуб.
В 1988 году присоединился к другому каталонскому клубу — «Барселоне». В первом своём сезоне он помог команде выиграть Кубок обладателей кубков, а также сыграл 23 матча в национальном чемпионате. После одного сезона за столичный «Атлетико», где выиграл свой второй Кубок Испании, он вернулся в «Барселону» и сыграл 5 матчей в Ла Лиге.
После двух сезонов в составе «Севильи» Солер перешел в «Реал Мадрид», где провёл только один сезон. С 1996 по 1998 года играл за «Реал Сарагосу». Карьеру футболиста завершил в 2003 году в «Мальорки», в составе которой выиграл Кубок Испании и сыграл 152 матча.

## Карьера за сборную
Дебют за национальную сборную Испании состоялся 29 апреля 1987 года в матче квалификации на чемпионат Европы 1988 против сборной Румынии (1:3).

## Карьера тренера
В качестве тренера Солер начал работать в дубле «Мальорки», которым руководил в течение трёх лет, два из которых в Сегунде Б. Летом 2014 года он был назначен руководителем основной команды в Сегунде, но был освобожден от своих обязанностей через месяц после смены директора . В феврале 2015 года вернулся после того, как его преемник Валерий Карпин был уволен.

## Статистика тренера
| Команда    | Страна     | С               | До              | Результат | Результат | Результат | Результат | Результат | Результат | Результат | Результат |
| Команда    | Страна     | С               | До              | И         | В         | Н         | П         | ГЗ        | ГП        | +/-       | Поб,%     |
| ---------- | ---------- | --------------- | --------------- | --------- | --------- | --------- | --------- | --------- | --------- | --------- | --------- |
| Мальорка B | Испания    | 22 июня 2011    | 11 июля 2014    | 118       | 51        | 29        | 38        | 177       | 128       | +49       | 043,22    |
| Мальорка   | Испания    | 11 июля 2014    | 12 августа 2014 | 0         | 0         | 0         | 0         | 0         | 0         | +0        | —         |
| Мальорка   | Испания    | 10 февраля 2015 | 20 июня 2015    | 18        | 6         | 3         | 9         | 21        | 27        | −6        | 033,33    |
| Общий итог | Общий итог | Общий итог      | Общий итог      | 136       | 57        | 32        | 47        | 198       | 155       | +43       | 041,91    |

## Достижения

### «Эспаньол»
- Финалист Кубка УЕФА: 1987/88

### «Барселона»
- Чемпион Испании: 1990/91, 1992/93
- Обладатель Кубка Испании: 1989/90
- Обладатель Кубка обладателей кубков: 1988/89
- Финалист Кубка обладателей кубков: 1990/91

### «Атлетико»
- Обладатель Кубка Испании: 1991/92

### «Мальорка»
- Обладатель Кубка Испании: 2002/03
- Обладатель Суперкубка Испании: 1998
- Финалист Кубка обладателей кубков: 1998/99